# باسيلوصوريات
الباسيلوصوريات (Basilosauridae) هي فصيلة شبه عرق من الحيتانيات المنقرضة التي عاشت خلال الإيوسين المتأخر، وهي معروفة من جميع القارات بما في ذلك أنتاركتيكا، ومن المحتمل أنها كانت أول الحيتان المائية بشكل كامل.